# Isaac Muleme
Isaac Muleme, né le 10 octobre 1992, est un footballeur international ougandais qui évolue au poste d'arrière gauche au FK Viktoria Žižkov.

## Biographie

### En club
Avec le club du KCCA FC, il participe à la Coupe de la confédération en 2017.

### En équipe nationale
Il reçoit sa première sélection en équipe d'Ouganda le 16 novembre 2013, en amical contre le Rwanda (score 0-0).
En décembre 2013, il participe à la Coupe CECAFA des nations. Il joue deux matchs lors de ce tournoi. Il dispute ensuite en janvier 2014 le championnat d'Afrique des nations organisé en Afrique du Sud. Il joue trois matchs lors de cette compétition.
Il participe ensuite une nouvelle fois à la Coupe CECAFA des nations en fin d'année 2015. Il joue cinq rencontres lors de ce tournoi, qui voit l'Ouganda l'emporter en finale face au Rwanda. Par la suite, en janvier 2016, il participe une seconde fois au championnat d'Afrique des nations, organisé au Rwanda. Il ne joue qu'une seule rencontre cette fois-ci, face au Zimbabwe.
En fin d'année 2017, il participe pour la troisième fois à la Coupe CECAFA. Il prend part à quatre matchs, qui voit l'Ouganda se classer troisième du tournoi. Il participe ensuite en janvier 2018 de nouveau au championnat d'Afrique des nations, qui se déroule au Maroc. Il dispute trois matchs lors de cette compétition.

## Palmarès

### En sélection
- Vainqueur de la Coupe CECAFA des nations en 2015 avec l'équipe d'Ouganda
- Troisième de la Coupe CECAFA des nations en 2017 avec l'équipe d'Ouganda

### En club
- Champion d'Ouganda en 2017 avec le Kampala CCA
- Vainqueur de la Coupe d'Ouganda en 2015 avec le  SC Villa Kampala et en 2017 avec le Kampala CCA